# OK Maribor
O Odbojkarji Klub Maribor, mais conhecido apenas como OK Maribor, ou Merkur Maribor por questão de patrocínio, é um clube de voleibol masculino esloveno, fundado em 1945, na cidade de Maribor, na Eslovênia. Atualmente o clube disputa a 1. DOL, a primeira divisão do campeonato esloveno.

## Histórico
Imediatamente após a Segunda Guerra Mundial, em 14 de junho de 1945, foi criada a seção masculina de voleibol da Associação Esportiva Železničar. Eles jogaram na edição inaugural do campeonato nacional esloveno em 1946 e terminaram em quarto lugar. Em 1947, o clube foi renomeado como Odbojkarski klub Železničar. Em 1951, a equipe foi rebaixada do campeonato esloveno.
Em 1976, Železničar fundiu-se com seu rival da cidade Branik e tornou-se Odbojkarski klub Maribor. Em 1980, Maribor venceu a segunda divisão iugoslava e se classificou para o mais alto nível do voleibol iugoslavo, o Campeonato Iugoslavo de Voleibol. O clube foi rebaixado durante a primeira temporada da primeira divisão, mas no ano seguinte venceram a segunda divisão e foram imediatamente promovidos de volta. Eles também foram vice-campeões da Copa da Iugoslávia em 1983. O Maribor permaneceu na primeira divisão até 1989, quando a Liga Iugoslava foi reorganizada e reduzida a oito times. O Maribor voltou imediatamente à primeira divisão depois de vencer a divisão A2 em 1990, mas no ano seguinte o clube voltou a sair da primeira divisão iugoslava. Esta também foi a última temporada antes da dissolução da Iugoslávia.
Em 1991, a Eslovênia conquistou a independência da Iugoslávia e a Federação Eslovena de Voleibol estabeleceu seu próprio sistema de liga. O OK Maribor venceu as duas primeiras edições da recém-estabelecida Liga Eslovena de Voleibol, tornando-se campeão nacional consecutivo em 1992 e 1993. Como campeã eslovena, a equipe competiu na edição de 1992–93 da Liga dos Campeões da Europa, onde foi eliminada na primeira rodada pela equipe suíça Lausanne UC. Durante a década de 1990, Maribor também ganhou a copa nacional três vezes e foi vice-campeão em várias ocasiões. Em janeiro de 2006, o Maribor, competindo com o nome de patrocínio Prevent Gradnje IGM, conquistou seu quarto título da copa nacional ao derrotar o Salonit Anhovo na final, o primeiro grande troféu conquistado pelo clube em onze anos.
Entre 2009 e 2019, o clube passou por um período de estagnação, sem sequer terminar o campeonato esloveno em quarto lugar. Em 2009–10, Maribor terminou na última posição (12ª colocação). Em dezembro de 2019, o clube assinou um contrato de patrocínio com Merkur e mudou seu nome para Merkur Maribor. Em 2021, o Maribor conquistou seu terceiro campeonato nacional após derrotar o ACH Volley Ljubljana por 3–2 na final, impedindo-os de conquistar seu 17º título consecutivo.

## Títulos

### Internacionais
Liga MEVZA
- Vice-campeão: 2020–21

### Nacionais
Campeonato Esloveno:
- Campeão: 1991–92, 1992–93, 2020–21
- Vice-campeão: 1993–94, 1993–94, 1996–97, 1998–99, 2002–03, 2005–06, 2006–07
- Terceiro lugar: 1994–95, 1997–98, 2001–02, 2007–08, 2019–20, 2021–22, 2022–23

 Copa da Eslovênia:
- Campeão: 1991–92, 1993–94, 1994–95, 2005–06
- Vice-campeão: 1992–93, 1995–96, 1996–97, 1999–00, 2019–20, 2021–22